# Campionat britànic de motocròs 1970
La temporada de 1970 del Campionat britànic de motocròs fou la 19a edició d'aquest campionat, organitzat per l'ACU.

## Classificació final

### 500cc
| Posició | Pilot           | Motocicleta | Punts |
| ------- | --------------- | ----------- | ----- |
| 1       | Bryan Goss      | Husqvarna   | 52    |
| 2       | Vic Allan       | Greeves     | 26    |
| 3       | Keith Hickman   | BSA         | 15    |
| 4       | Bryan Wade      | Husqvarna   | 22    |
| 5       | Andy Roberton   | AJS         | 19    |
| 6       | Dave Nicoll     | BSA         | 17    |
| 7       | Arthur Browning | Greeves     | 13    |
| 8       | Alan Clough     | Husqvarna   | 12    |
| 9       | Vic Eastwood    | Husqvarna   | 11    |
| 10      | John Banks      | BSA         | 8     |

### 250cc
| Posició | Pilot           | Motocicleta | Punts |
| ------- | --------------- | ----------- | ----- |
| 1       | Malcolm Davis   | AJS         | 58    |
| 2       | Andy Roberton   | AJS         | 41    |
| 3       | Jeff Smith      | BSA         | 37    |
| 4       | Bryan Wade      | Greeves     | 20    |
| 5       | Dick Clayton    | Greeves     | 20    |
| 6       | Vic Allan       | Greeves     | 18    |
| 7       | Vic Eastwood    | Husqvarna   | 9     |
| 8       | Arthur Lampkin  | Husqvarna   | 6     |
| 9       | Jim Aird        | ČZ          | 6     |
| 10      | Arthur Browning | Greeves     | 6     |